# 8 (álbum de Luis Fonsi)
8 es el nombre del octavo álbum de estudio en español del cantante y compositor puertorriqueño Luis Fonsi. Fue lanzado al mercado por Universal Music Latino el 19 de mayo de 2014. Fue grabado en Londres, Inglaterra, y producido por Martin Terefe. Cuenta con la colaboración de Juan Luis Guerra, con el cual interpreta «Llegaste tú» —canción dedicada a su hija Mikaela— , además de la coproducción de Noel Schajris en la canción «No te pertenece», la cual se encuentra incluida en los CD de ambos artistas. El álbum tuvo un buen desempeño comercial debido a que apenas un día después de su lanzamiento ya era número uno en España, Chile, Argentina y Venezuela.

## Lista de canciones
| 8 (Edición Estándar) |                                      |                                            |          |  |
| N.º                  | Título                               | Escritor(es)                               | Duración |  |
| 1.                   | «Anónimos»                           | Luis Fonsi · Claudia Brant · Martin Terefe | 4:14     |  |
| 2.                   | «No te pertenece»                    | Luis Fonsi · Claudia Brant · Noel Schajris | 5:01     |  |
| 3.                   | «Corazón en la maleta»               | Luis Fonsi · Claudia Brant                 | 3:39     |  |
| 4.                   | «Qué quieres de mí»                  | Luis Fonsi · Claudia Brant · Noel Schajris | 4:32     |  |
| 5.                   | «Somos uno»                          | Luis Fonsi · Claudia Brant · Justin Gray   | 3:41     |  |
| 6.                   | «Regálame un minuto más»             | Luis Fonsi · Horacio Palencia              | 3:41     |  |
| 7.                   | «Cansada»                            | Luis Fonsi · Claudia Brant                 | 4:19     |  |
| 8.                   | «Llegaste tú» (con Juan Luis Guerra) | Luis Fonsi · Claudia Brant                 | 3:40     |  |
| 9.                   | «Aprendí»                            | Luis Fonsi · Erika Ender                   | 4:21     |  |
| 10.                  | «Cuando me dejes de amar»            | Luis Fonsi · Claudia Brant · Martin Terefe | 4:14     |  |
| 11.                  | «Corazón multicolor»                 | Luis Fonsi · Mónica Vélez                  | 4:03     |  |
| 45:28                |                                      |                                            |          |  |

| 8 (Edición Deluxe) |                          |                                                          |          |  |
| N.º                | Título                   | Escritor(es)                                             | Duración |  |
| 11.                | «El tren»                | Luis Fonsi · Claudia Brant · Martin Terefe               | 3:29     |  |
| 12.                | «Un presentimiento»      | Luis Fonsi · David Santisteban                           | 3:58     |  |
| 13.                | «Tentación»              | Luis Fonsi · Erika Ender                                 | 3:11     |  |
| 14.                | «Sólo quiero darte amor» | Luis Fonsi · Claudia Brant · James Bryan · Martin Terefe | 4:06     |  |
| 15.                | «Corazón multicolor»     | Luis Fonsi · Mónica Vélez                                | 4:03     |  |
| 60:13              |                          |                                                          |          |  |

| 8 (Edición Argentina/Chile/Uruguay) |                                 |                                                                   |          |  |
| N.º                                 | Título                          | Escritor(es)                                                      | Duración |  |
| 11.                                 | «Amor prohibido» (Tema inédito) | Diego Calviño · Karen Oliver · Luis Pablo López · Sebastián Bazán | 3:58     |  |
| 12.                                 | «Corazón multicolor»            | Luis Fonsi · Mónica Vélez                                         | 4:03     |  |
| 49:26                               |                                 |                                                                   |          |  |

- En la edición del Cono Sur, si es Deluxe, las últimas 2 canciones pasan a ser la pista número 15 y 16 respectivamente.

## Posicionamiento de gráficos

### Gráficos semanales
| Charts (2014)                     | Peak position |
| --------------------------------- | ------------- |
| España (PROMUSICAE)               | 4             |
| Estados Unidos (Billboard 200)    | 60            |
| Estados Unidos (Top Latin Albums) | 2             |
| Estados Unidos (Latin Pop Albums) | 2             |